# Watzmann-Ostwand-Hütte
Die Watzmann-Ostwand-Hütte, auch Ostwandlager, ist eine Alpenvereinshütte der Sektion Berchtesgaden des Deutschen Alpenvereins (DAV). Es handelt sich um eine Selbstversorgerhütte ohne Bewirtschaftung. Die Hütte steht ausschließlich Begehern der Watzmann-Ostwand von Mitte Juni bis 14. Oktober als einmalige Übernachtungsmöglichkeit zur Verfügung.

## Geschichte
Die Sektion Berchtesgaden wurde am 17. Mai 1875 als eine Sektion des Deutschen und Österreichischen Alpenvereins in Berchtesgaden gegründet. Die Notwendigkeit, bei schlechtem Wetter an der Watzmann-Ostwand einen Unterschlupf zu haben, war gegeben, deshalb wurde in der Nähe der Gaststätte St. Bartholomä in einer ehemaligen Forstdiensthütte 1949 ein unbewirtschaftetes Ostwandlager eingerichtet. 1953 wurden Matratzenlager und elektrische Anlagen eingebaut. 1965 wurde die Hütte gründlich überholt. Sanitäre Anlagen wurden 1982 eingebaut, die aber nach ein paar Jahren veraltet waren. Die Nationalparkverwaltung richtete 1999 in der Nähe der Ostwandhütte einen Ausstellungsraum mit einer WC-Anlage ein, die auch die Bergsteiger der Ostwandhütte benutzen können, damit hatte die Sektion eine große Sorge weniger. Dieses Gebäude nennt sich heute Nationalpark-Informationsstelle St. Bartholomä.

## Lage
Die Ostwand-Hütte ist am Fuße der höchsten Wand der Ostalpen – der Watzmann-Ostwand – auf der Halbinsel St. Bartholomä am Königssee gelegen.

## Zugänge
- Mit der Königsseeschiffahrt bis St. Bartholomä.

## Nachbarhütten
- Kührointalm bewirtschaftete Hütte (1420 m)
- Kührointhütte, bewirtschaftete Hütte (1407 m)
- Watzmann-Ostwand-Biwak (2380 m)
- Watzmannhaus, bewirtschaftete Hütte (1930 m)
- Schneibsteinhaus, bewirtschaftete Hütte (1668 m)
- Kärlingerhaus, bewirtschaftete Hütte (1631 m)
- Wimbachgrieshütte, bewirtschaftete Hütte (1329 m)[4]

## Übergänge
- St. Bartholomä – Kärlinger Haus, 10 km, Gehzeit 4,5 Std.
- St. Bartholomä – Eiskapelle, 6,9 km, Gehzeit 2,25 Std.
- Alpenüberquerung Berchtesgaden – Lienz Osttirol (Variante Schwarzwaldexpress), 118,8 km, Dauer 41 Std.
- Tour über die Saugasse zum Funtensee, 10 km, Gehzeit 5 Std.
- Aufstieg Kärlingerhaus über Saugasse, 10 km, Gehzeit 4,2 Std.
- Mehrtagestour um den Königssee (Überschreitung Funtenseetauern), 39,2 km, Gehzeit 16,5 Std.[5]

## Gipfelbesteigungen
- Watzmann-Ostwand über Berchtesgadener Weg, 6,4 km, Dauer 7 Std.[6]

## Karten
- Amtliche Topographische Karte 1:25.000 Bayern (ATK25) Blatt R16 Watzmann – Ramsau b.Berchtesgaden, Schönau a.Königssee, Hochkalter, Steinernes Meer. ISBN 978-3-89933-728-0.
- Alpenvereinskarte Bayrische Alpen 1:25.000, Blatt BY21 Nationalpark Berchtesgaden, Watzmann. ISBN 978-3-937530-46-8.